# Villoestrus uvarovi
Villoestrus uvarovi är en tvåvingeart som beskrevs av Paramonov 1931. Villoestrus uvarovi ingår i släktet Villoestrus och familjen svävflugor. Inga underarter finns listade i Catalogue of Life.